# 卡洛斯·阿尔贝托·桑切斯·莫雷诺
卡洛斯·阿尔贝托·桑切斯·莫雷诺（Carlos Alberto Sánchez Moreno，1986年2月6日—）是一名哥伦比亚职业足球运动员，目前效力於聖羅倫素，並且司職防守型中场。 
他的職業生涯始於河床竞技俱乐部，然后于2007年转会到瓦朗謝訥足球俱樂部，後來又加盟西班牙足球甲级联赛的俱樂部埃尔切足球俱乐部和皇家西班牙人體育俱樂部以及英格兰足球超级联赛球隊阿士東維拉足球會、意大利足球甲级联赛球隊佛罗伦萨足球俱乐部。
他曾入選哥伦比亚國家足球隊，並且為國家隊出场超过80次。他還代表國家隊出戰2011年美洲國家盃、2014年國際足協世界盃、2015年美洲國家盃、百年美洲盃以及2018年國際足協世界盃。